# Белебьолка
Белебьолка (рос. Белебёлка) — село в Поддорському районі Новгородської області Російської Федерації.
Населення становить 345 осіб. Входить до складу муніципального утворення Белебелковське сільське поселення.

## Історія
Від 2004 року входить до складу муніципального утворення Белебелковське сільське поселення

## Населення
| 1959 | 2010 |
| ---- | ---- |
| 1152 | ↘345 |